# Saiha
Saiha é uma vila no distrito de Saiha, no estado indiano de Mizoram.

## Geografia
Saiha está localizada a 22° 29′ N, 92° 58′ L. Tem uma altitude média de 729 metros (2391 pés).

## Demografia
Segundo o censo de 2001, Saiha tinha uma população de 19,731 habitantes. Os indivíduos do sexo masculino constituem 52% da população e os do sexo feminino 48%. Saiha tem uma taxa de literacia de 79%, superior à média nacional de 59.5%: a literacia no sexo masculino é de 80% e no sexo feminino é de 77%. Em Saiha, 16% da população está abaixo dos 6 anos de idade.